# Staré Hutě (Staré Město pod Landštejnem)
Staré Hutě u Veclova, dříve jen Staré Hutě (německy Althütten) je název katastrálního území a zaniklá osada v obvodu městyse Staré Město pod Landštejnem v okrese Jindřichův Hradec v Jihočeském kraji.

## Historie
První písemná zmínka o Starých Hutích pochází z roku 1381. Bývala zde sklárna.  V letech 1869 až 1930 byly Staré Hutě samostatnou obcí. V roce 1921 zde stálo 38 domů a žilo zde 194 obyvatel, z toho 184 Němců. V dalších letech byly Staré Hutě součástí  městyse Staré Město pod Landštejnem. V letech 1938 až 1945 byly Staré Hutě v důsledku uzavření Mnichovské dohody přičleněny k nacistickému Německu.